# HELLP症候群
HELLP症候群（へるぷしょうこうぐん、英: HELLP syndrome）は、妊娠後期または分娩時に生じる母体の生命の危険に伴う一連の症候を示す状態。
3大徴候の英語の頭文字を取って名付けられている。
- Hemolytic anemia（溶血性貧血）
- Elevated Liver enzymes（肝逸脱酵素上昇）
- Low Platelet count（血小板低下）

妊娠高血圧症候群に伴うことが多い。また、その後に子癇を発症する場合も多い。
急性妊娠脂肪肝（AFLP）と同じ病態機序が考えられている。
一般的な症状としては、頭痛(30%)、視力障害、不快感(90%)と、吐気や嘔吐(30%)と、上腹部の痛み(65%)等を呈する。こういった症状を呈してきた場合、緊急に血液検査を行って診断をつけることが重要である。 
HELLP症候群が認められた場合、緊急に急遂分娩または帝王切開によるターミネーション（妊娠継続の終了）に移る。

## ドラマでの引用
ドラマ「アンサング・シンデレラ」第1回では、頭痛を訴える妊婦が、それまでに目がちかちかするという知覚障害を訴えていたことと、嘔吐したことから、単なる頭痛ではなく別の病気ではないかと疑うシーンに引用されていた。